# Juan José Arenas de Pablo
Juan José Arenas de Pablo (Huesca, Aragón, España; 3 de julio de 1940-Santander, Cantabria, 9 de noviembre de 2017) fue un ingeniero español. Fue ingeniero de caminos por la Universidad Politécnica de Madrid desde 1963 y doctor ingeniero de Caminos desde 1970. Una gran parte de su trayectoria vital y profesional estuvo estrechamente ligada a Cantabria.

## Biografía
Nacido en Huesca, donde curso sus estudios primarios, se graduó en la Escuela de Caminos de Madrid, con matrícula de honor. Fue profesor de Hormigón Pretensado en la Escuela de Caminos de Madrid entre 1971 y 1976, cuando fue nombrado catedrático de Puentes en la Escuela de Caminos de Santander, en la Universidad de Cantabria, donde impartió clase hasta su jubilación.
En sus obras, persiguió la belleza «porque la verdad hay que expresarla sin adornos».
Autor de más de 100 artículos técnicos en revistas españolas e internacionales y de ocho libros relativos a la concepción de puentes y estructuras, su actividad profesional fue incesante desde el mismo año en que acabó la carrera (1963), trabajando en proyectos de puentes y edificios singulares en Zaragoza (entre 1964 y 1967), Madrid (entre 1967 y 1978) y Santander.
En 1988 fundó el gabinete de ingeniería APIA XXI radicado en Santander, asociándose con Marcos Pantaleón, con quien compartió un buen número de premios. En noviembre de 1999 fundó Arenas y Asociados, Ingeniería de Diseño junto a cinco ingenieros de su equipo.

## Premios y reconocimientos
- Medalla al Mérito Profesional del Colegio de Ingenieros de Caminos Canales y Puertos (1992).

- ECCS European Award for Steel Structures (1993), por el puente de la Barqueta en Sevilla.

- V Premio Internacional Puente de Alcántara,[5] concedido por la Fundación San Benito de Alcantara por el Arco de la Regenta-Viaducto Pintor Fierro en Asturias.

- Gran Cruz de la Institución del Mérito Humanitario (2004), dada su relevante calidad profesional y humana.

- Hijo predilecto de Huesca (2008).[6]

- Laurea Magistrale Honoris Causa por la Facultad de Arquitectura de la Universidad de Palermo (2009).

- Medalla Gustave Magnel Gold Medal (2009), concedida por la Asociación de Ingenieros de la Universidad de Gante por el puente del Tercer Milenio[7]

- Colegiado de Honor del Colegio de Ingenieros de Caminos Canales y Puertos (2009).[8]

- Premio Aragón (2010),[9] del Gobierno de Aragón.

- FIB Award for an Outstanding Concrete Structure (2010), por el puente del Tercer Milenio de Zaragoza

- I Premio de Ingeniería ACHE (2011),[10] por el puente del Tercer Milenio de Zaragoza.

- Bridge Design Award de la Bridge Engineering Association, 8th New York City Bridge Conference (2015)

- Ingeniero Laureado[11] por la Real Academia de Ingeniería de España en un acto celebrado en la Escuela Técnica Superior de Ingenieros de Caminos, Canales y Puertos de Santander (2016).

- Award of Merit in Structural Engineering por la International Association for Bridge and Structural Engineering (IABSE) (2017), en «reconocimiento de sus sobresalientes contribuciones a lo largo de más de cincuenta años a la ingeniería estructural, incluyendo varios récords mundiales de luz y estructuras excepcionales, y su sensibilidad para acercar la ingeniería estructural al arte y la poesía»[12]

## Obras representativas

### Puentes
- 1968. Puente sobre el Barranco de Literola, Huesca.
- 1969. Puente de Boltaña sobre el río Ara, Huesca.
- 1976. Puentes del enlace de Santamarca, Madrid.
- 1983. Reconstrucción del puente de María Cristina en San Sebastián.
- 1989. Viaducto atirantado de la Arena en la autovía del Cantábrico, en Vizcaya.
- 1989. Puente de la Barqueta para la Expo 92 de Sevilla.
- 1992. Puente de las Oblatas en Pamplona.
- 1992. Enlace Norte de la autopista M-40, Madrid.
- 1993. Viaducto sobre la ría de Betanzos, Galicia.
- 1996. Viaducto de la Regenta, Asturias.
- 1998. Puente arco de Morlans, en San Sebastián.
- 1999. Puente de El Barrial sobre la autovía A-6 en Madrid.
- 1999. Puente de Hispanoamérica sobre el río Pisuerga en Valladolid.
- 2000. Puente Porta d'Europa, sobre la dársena del Morrot en el puerto de Barcelona.
- 2000. Puente Felipe VI sobre el río Tormes en Salamanca.
- 2002. Puentes arco en la carretera Hoznayo-Villaverde. Cantabria.
- 2002. Puente sobre el embalse del Ebro, Cantabria.
- 2006. Puente Acceso al Parque Científico y Tecnológico, en Santander.
- 2006. Pasarela de La Cava en Logroño.
- 2006. Viaducto ferroviario de Alta Velocidad sobre el río Zadorra. Alava.
- 2006. Puente Puerta de Las Rozas, en Las Rozas de Madrid.
- 2008. Pasarela de Delicias, en Zaragoza.
- 2008. Puente del Tercer Milenio sobre el río Ebro, en Zaragoza.
- 2009. Puente de La Real Sociedad, sexto puente sobre el Urumea en San Sebastián.
- 2010. Puente de Juan José Arenas, o puente sobre la vaguada de Las Llamas, en Santander.
- 2011. Puente de Santa Teresa sobre el río Pisuerga en Valladolid.
- 2015. Puente de La Florida, Oviedo.
- 2016. Viaducto ferroviario de Alta Velocidad de Almonte, sobre el embalse de Alcántara, Cáceres. Arco de hormigón para Alta Velocidad ferroviaria de mayor luz en 2016.
- 2016. Nuovo Ponte dei Congressi, Roma. En licitación.

### Edificios singulares
- 1987. Estadio de El Sardinero, Santander.
- 2002. Bodega subterránea del Señorío de Otazu. Pamplona.
- 2002. Lonja de Pescado del Puerto de Santander.